# Chypre au Concours Eurovision de la chanson junior
Chypre participe au Concours Eurovision de la chanson junior depuis 2003.

## Participation
Chypre participe pour la première fois à l'Eurovision Junior en 2003, année de la première édition du concours,.
En 2005, le pays se retire du concours car le diffuseur chypriote RIK estime que la chanson sélectionnée pour représenter l'île au concours, Tsirko de Rena Kiriakidi, est plagiée d'une autre composition. Néanmoins, les téléspectateurs ont la possibilité de visionner l'Eurovision Junior et de voter pour le candidat de leur choix.
L'île participe entre 2006 et 2009 puis se retire du concours en 2010, sans donner de raisons
En 2014, après quatre années d'absence, le pays fait son retour et participe à la 12e édition du concours,.
En 2015, RIK annonce le retrait du pays en raison d'un manque de budget. Le pays fait son retour en 2016,.
En 2018, le pays se retire à nouveau sans donner de raisons spécifiques.
En 2024, après 6 éditions d'absence, le pays fait son retour dans la compétition.

## Pays hôte
En 2008, Chypre a été choisie pour être l'hôte de la 6e édition du concours. Cette prestigieuse compétition a  lieu au Palais des Sports Spyros Kyprianou, situé à Limassol, la deuxième plus grande ville du pays,, et est animée par Alex Michael et Sophia Paraskeva.

## Représentants
| Année                   | Artiste                                 | Chanson                                                       | Langue        | Traduction du titre        | Place             | Points            |
| ----------------------- | --------------------------------------- | ------------------------------------------------------------- | ------------- | -------------------------- | ----------------- | ----------------- |
| 2003                    | Theodora Rafti                          | Mia Efhi (Μια ευχή)                                           | Grec          | Un vœu                     | 14                | 16                |
| 2004                    | Marios Tofis                            | Onira (Όνειρα)                                                | Grec          | Rêve                       | 08                | 61                |
| 2005                    | Rena Kiriakidi                          | Tsirko (Τσίρκο)                                               | Grec          | Cirque                     | Disqualification. | Disqualification. |
| 2006                    | Louis Panagiotou et Christina Christofi | Agoria Koritsia (Αγόρια Κορίτσια)                             | Grec          | Garçons filles             | 08                | 58                |
| 2007                    | Yiorgos Ioannides                       | I mousiki dinei ftera (Η μουσική δίνει φτερά)                 | Grec          | La musique donne des ailes | 14                | 29                |
| 2008                    | Elena & Charis                          | Gioupi gia! (Γιούπι για!)                                     | Grec          | Yuppi Ya !                 | 10                | 46                |
| 2009                    | Rafaella Costa                          | Thalassa, elios, areas, fotia (ΓΘάλασσα, Ήλιος, Αέρας, Φωτιά) | Grec          | Eau, soleil, air et feu    | 11                | 32                |
| Retrait de 2010 à 2013. |                                         |                                                               |               |                            |                   |                   |
| 2014                    | Sophia Patsalides                       | I pio omorfi mera (ΓΗ πιο όμορφη μέρα)                        | Grec, anglais | Le plus beau jour          | 09                | 69                |
| Retrait en 2015.        |                                         |                                                               |               |                            |                   |                   |
| 2016                    | Giorgos Michailidis                     | Dance Floor                                                   | Grec, anglais | Piste de dance             | 16                | 27                |
| 2017                    | Nicole Nicolaou                         | I Wanna Be a Star                                             | Grec, anglais | Je veux être une star      | 16                | 45                |
| Retrait de 2018 à 2023. |                                         |                                                               |               |                            |                   |                   |
| 2024                    | Maria Pissarides                        | Crystal Waters                                                | Grec, anglais | Eaux cristallines          | 13                | 60                |
| 2025                    |                                         |                                                               |               |                            |                   |                   |

- Première place
- Deuxième place
- Troisième place
- Dernière place
- Chypre organisateurs

## Galerie

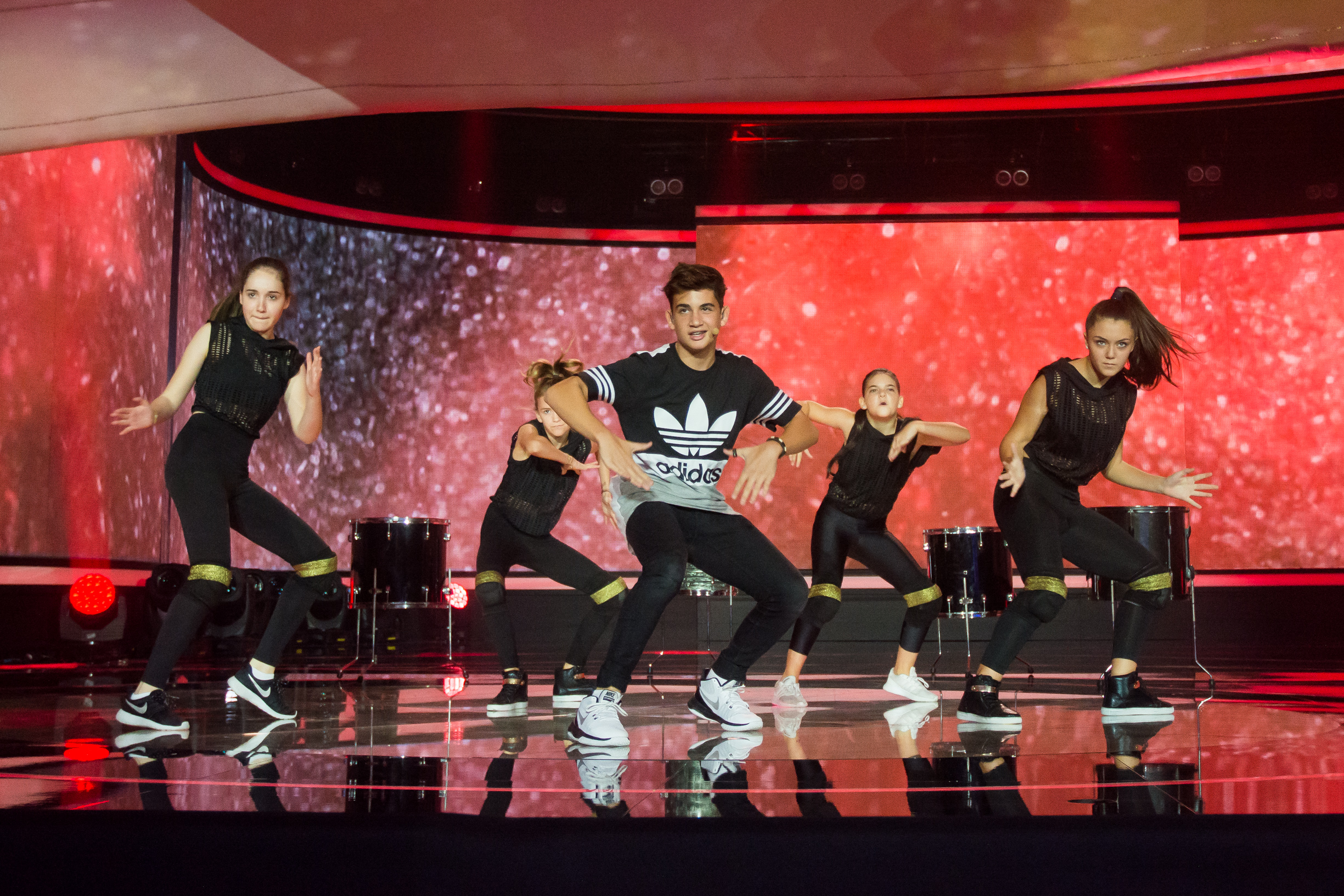
Giorgos Michailidis à La Valette (2016).

## Historique de vote
| Rank | Country  | Points |
| ---- | -------- | ------ |
| 1    | Grèce    | 57     |
| 2    | Roumanie | 47     |
| 3    | Espagne  | 33     |
| 4    | Russie   | 32     |
| 5    | Géorgie  | 29     |
| 6    | Arménie  | 24     |

| Rank | Country     | Points |
| ---- | ----------- | ------ |
| 1    | Grèce       | 60     |
| 2    | Roumanie    | 13     |
| =    | Biélorussie | 13     |
| 4    | Royaume-Uni | 11     |
| 5    | Arménie     | 10     |